# Armenia
Armenia är en kommun och stad i Colombia.   Den ligger i departementet Quindío, i den västra delen av landet, 180 km väster om huvudstaden Bogotá. Antalet invånare i kommunen är 280 930.
Staden är huvudstad i departementet Quindío.
Armenia grundades den 14 oktober 1889. Den 25 januari 1999 drabbades staden av en jordbävning som uppgick till 6,2 på Richterskalan. Stora delar av staden förstördes, tusentals dog och över 200 000 blev hemlösa.

## Stad och storstadsområde
Centralorten hade 277 908 invånare år 2008.
Storstadsområdet, Área Metropolitana de Armenia, hade totalt 391 741 invånare år 2008 på en yta av 569 km². Området består av Armenia samt kommunerna Buenavista, Calarcá och Circasia.